# Subprefettura di Pirituba-Jaraguá
La Subprefettura di Pirituba-Jaraguá è una subprefettura (subprefeitura) della zona nord-occidentale della città di San Paolo in Brasile, situata nella zona amministrativa Nordovest.

## Distretti
- Pirituba
- São Domingos
- Jaraguá